# Stackars Pettson
Stackars Pettson är en bok skriven Sven Nordqvist som utgavs år 1987. Boken publicerades av förlaget Opal.

## Handling
En höstdag har Pettson långtråkigt och inte alls på något bra humör. Han har ingen lust med någonting, så som att hugga ved eller att vända potatislandet, för det är mulet och litet regnigt väder där ute. Men Findus är glad. Han tjoar och stojar och roar sig med att jaga efter en sockerbit, klirra i tefatet med en tesked och gunga sig med stolen, trots Pettsons irriterande förmaningar. Till slut hittar Findus på att han skulle gå ut och fiska med Pettson. Först tar han fram en gryta och en träslev ur skåpet och låtsas att han är ute på sjön och fiskar. Sen går han ut till snickarboden och hämtar en väska med en uppstoppad mört, och får Pettson att leka fiske med den. När ingenting hjälper att muntra upp den sure gubben, går Findus ut till vedboden, lägger ett tungt vedträ på sin ena fot och ropar på hjälp. Då kommer Pettson och hjälper katten att komma loss från vedträet. Findus lyckas få Pettson att följa med honom på fisketuren genom att lura honom med att ta ner metspöet åt honom och att låtsas svaja sig på grund av den onda foten. De går till den gråa sjön i skogen och ror ut i den med en roddbåt. Där sitter de en lång och tyst stund medan Pettson metar. Efter att Pettson har fiskat upp ett par abborrar, går han hem igen med Findus, glad och uppmuntrad.